# Лукавець-Сутланський
Лукавець-Сутланський (хорв. Lukavec Sutlanski) — населений пункт у Хорватії, у Загребській жупанії у складі громади Дубравиця.

## Населення
Населення за даними перепису 2011 року становило 133 осіб.
Динаміка чисельності населення поселення:

## Клімат
Середня річна температура становить 10,10 °C, середня максимальна – 24,46 °C, а середня мінімальна – -6,50 °C. Середня річна кількість опадів – 1023 мм.
| Клімат поселення                              | Клімат поселення | Клімат поселення | Клімат поселення | Клімат поселення | Клімат поселення | Клімат поселення | Клімат поселення | Клімат поселення | Клімат поселення | Клімат поселення | Клімат поселення | Клімат поселення | Клімат поселення |
| Показник                                      | Січ.             | Лют.             | Бер.             | Квіт.            | Трав.            | Черв.            | Лип.             | Серп.            | Вер.             | Жовт.            | Лист.            | Груд.            |                  |
| Середній максимум, °C                         | 5,87             | 7,90             | 12,15            | 16,54            | 21,42            | 24,46            | 23,65            | 23,12            | 19,15            | 14,03            | 8,26             | 4,36             |                  |
| Середня температура, °C                       | −0,31            | 1,74             | 5,97             | 10,36            | 15,27            | 18,28            | 19,89            | 19,34            | 15,36            | 10,26            | 4,48             | 0,59             |                  |
| Середній мінімум, °C                          | −6,5             | −4,46            | −0,21            | 4,18             | 9,07             | 12,10            | 16,10            | 15,56            | 11,59            | 6,47             | 0,70             | −3,2             |                  |
| Норма опадів, мм                              | 51               | 53               | 70               | 72               | 88               | 120              | 94               | 96               | 104              | 100              | 102              | 73               |                  |
| Середньомісячна швидкість вітру, м/с          | 1.60             | 1.79             | 2.19             | 2.10             | 2.00             | 1.80             | 1.72             | 1.60             | 1.52             | 1.57             | 1.67             | 1.63             |                  |
| Середньомісячна сонячна радіація, кДж/м²·день | 4059             | 6784             | 10410            | 14793            | 18792            | 20613            | 21507            | 18781            | 13760            | 8525             | 4464             | 3218             |                  |
| --------------------------------------------- | ---------------- | ---------------- | ---------------- | ---------------- | ---------------- | ---------------- | ---------------- | ---------------- | ---------------- | ---------------- | ---------------- | ---------------- | ---------------- |
| Джерело:                                      |                  |                  |                  |                  |                  |                  |                  |                  |                  |                  |                  |                  |                  |